# Kristálykoponyák

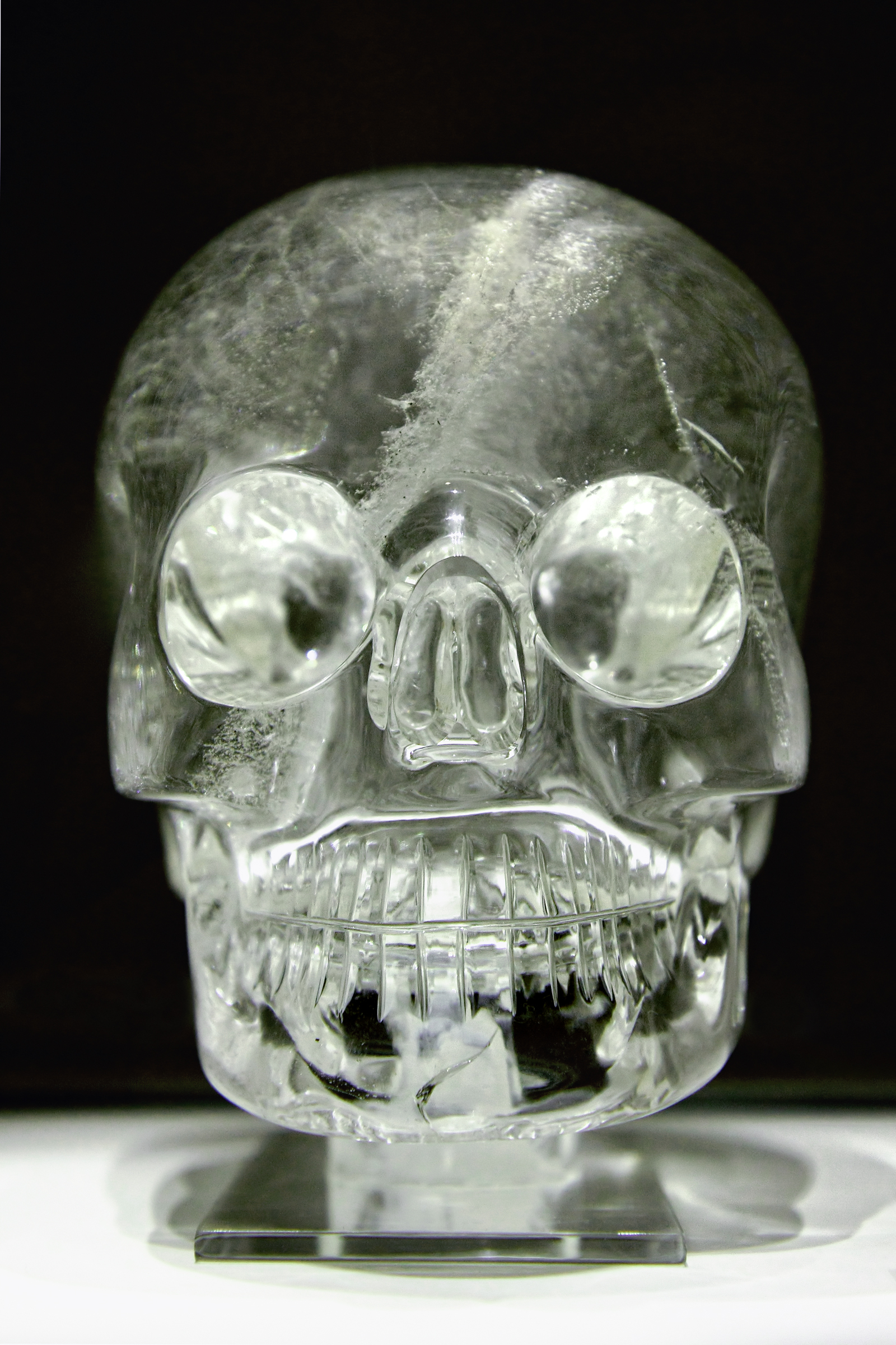
Kristálykoponya British Museum, London

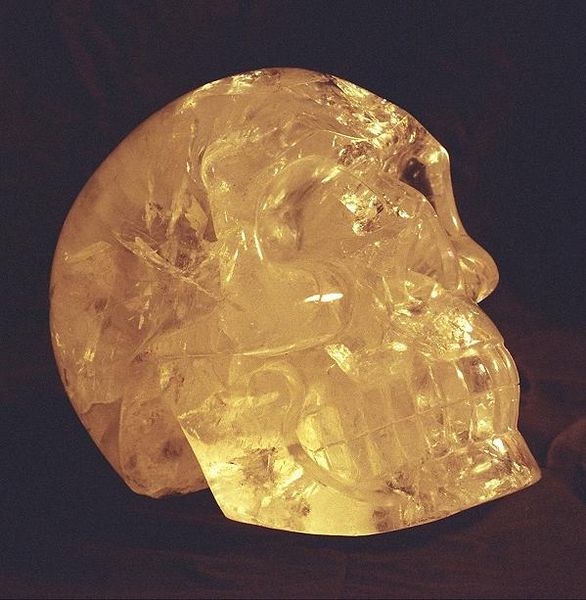
Hegyikristályból készült koponya

A kristálykoponyák kvarc- vagy egyéb kristályból kifaragott, emberi koponyát formázó szobrok, melyek állítólagos megtalálóik szerint a pre-kolumbán időkből származnak, és közép-amerikai eredetűek. A tudományos vizsgálatok számára rendelkezésre bocsátott egyetlen példány esetében sem sikerült azonban igazolni a pre-kolumbán eredetet. A vizsgálatok eredményei alapján a vizsgált példányokat a 19. század közepe táján, vagy később készítették, csaknem bizonyosan Európában. A népszerű-tudományos irodalomban felsorolt állításokkal ellentétben, a titokzatos erőkkel rendelkező kristálykoponyák legendája nem illeszkedik bele az eredeti közép-amerikai, vagy más bennszülött amerikai népek mitológiájába, ill. szellemi örökségébe. Amint azt Philip Jenkins, a Pennsylvaniai Egyetem egykori történelem és vallástudomány professzora megjegyzi: a kristálykoponyák azon nyilvánvaló példák közé tartoznak, melyek esetében a bennszülött szellemiséggel való társítás „történelmileg új” és „mesterséges” szintézis eredménye, „kreatív szellemi vállalkozók generációinak terméke”, melyek nem jellemzik egyetlen történelmi közösség gyakorlatát sem.

## Mitchell-Hedges-féle kristálykoponya

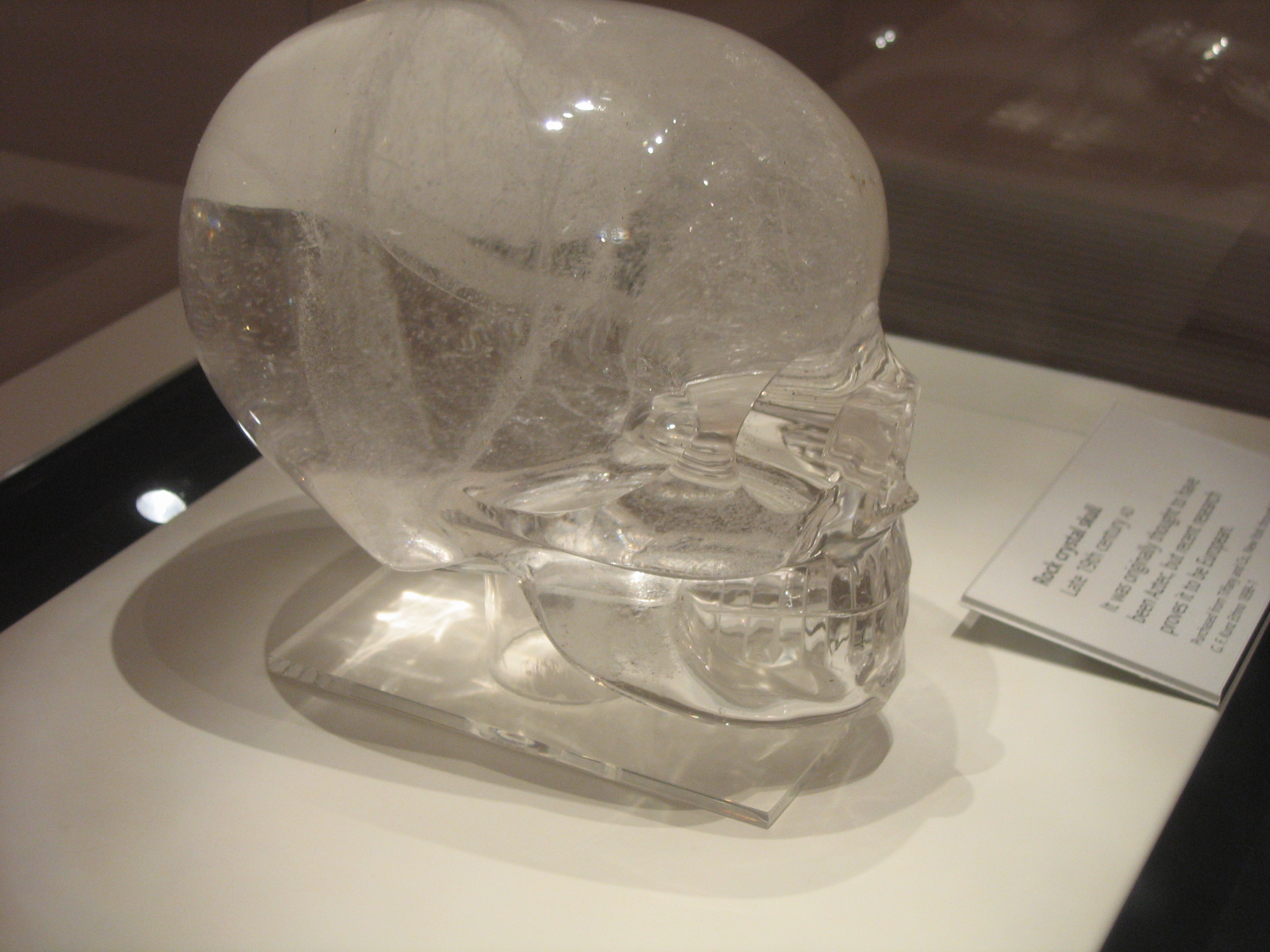
Mitchell-Hedges-féle kristálykoponya

A leghíresebb kristálykoponya az állítólag 1924-ben egy ősi maja város, Lubaantun (a mai Belize területén) feltárásakor talált darab. Ez a koponya az egyetlen, amely két darabból áll, az összes többi esetében a fogakat csupán rávésték a tömör koponyára. A kvarckristályból készült koponya tömege 5,2 kg, 12,7 cm magas, 17,8 cm hosszú és 12,7 cm széles, tökéletesen hasonlít az emberi koponyához, anatómiailag szinte tökéletes. A koponya szemüregei trapéz alakúak, a járomcsont kicsit elemelkedik az ékcsonttól, és a halántékcsontnál ér össze újra az alappal. Az egész enyhén aszimmetrikus, ebben a finom vonásban is hűen tükrözi a valódi emberi koponya jellegzetességeit. A fogakat egyenként faragták ki, mégpedig olyan alapossággal követve a modellt, hogy a kopás mértéke alapján meg is lehet mondani, milyen korú volt, mintha valódi emberi koponyát tartanánk a kezünkben.
Frederick Albert Mitchell-Hedges 1959-ben halt meg, a koponyát fogadott lánya, a tényleges megtaláló, Anna Mitchell-Hedges örökölte. Anna 100 éves korában, 2008-ban elhunyt. Halála után unokaöccse örökölte a kincset, ma ő a tulajdonosa és őrizője.[forrás?]
A koponyának számos természetfeletti erőt tulajdonítanak: képes a színét változtatni, illatot és hangot kibocsátani. A szemüregre koncentrálva pedig, állítólag rég élt embereket, épületeket lehet látni, a legkisebb légmozgásra is reagál.

### Eredete
A koponya két részből áll, az alsó állkapocsból és a koponya felső részéből, azonban az egész koponya egyetlen nagy kvarckristályból készült, bizonyították az 1970-es évek végén a Hewlett-Packard kristálytani laboratóriumában folytatott kutatások. Frank Dorland vezető restaurátor elmondása szerint a mikroszkópos vizsgálatok a felületén a legcsekélyebb mértékű karcolást sem tudták kimutatni.
A kvarckristály Mohs-féle keménysége 7, a gyémánté pedig 10. Dorland szerint a koponya készítői először gyémánttal gömbformát faragtak ki, majd a csiszolást, maratást, fényezést víz és homok keverékével végzett megszámlálhatatlanul sok kezeléssel kivitelezték.

## A British Museum koponyája
Ez a koponya nagyon hasonlít a Mitchell-Hedges koponyához, bár kevésbé kidolgozott, és nincs mozgatható állkapcsa.
A British Museum a koponya eredetét valószínűleg európainak minősítette, 19. századinak. és egy nem hiteles pre-kolumbán hamisítványnak minősítette.
Megállapították, hogy ezt a koponyát modern eszközökkel készítették.

## Párizsi koponya
Egy három hónapos analízis-sorozat során a C2RMF mérnökei azt állapították meg, hogy "bizonyosan nem prekolumbián". 
Részecskegyorsítós tesztek olyan víznyomokat fedeztek fel, amelyek 19. századiak.

## Smithsonian Koponya
Hamisítványként mutatták be a Brit Nemzeti Természettudományi Múzeumban.

## Megjelenése a populáris kultúrában
- Indiana Jones és a kristálykoponya királysága film
- Csillagkapu 3. évad 21. epizód: A kristálykoponya